# Heliconius ricini
Heliconius ricini är en fjärilsart som beskrevs av Carl von Linné 1758. Heliconius ricini ingår i släktet Heliconius och familjen praktfjärilar. Inga underarter finns listade i Catalogue of Life.

## Bildgalleri

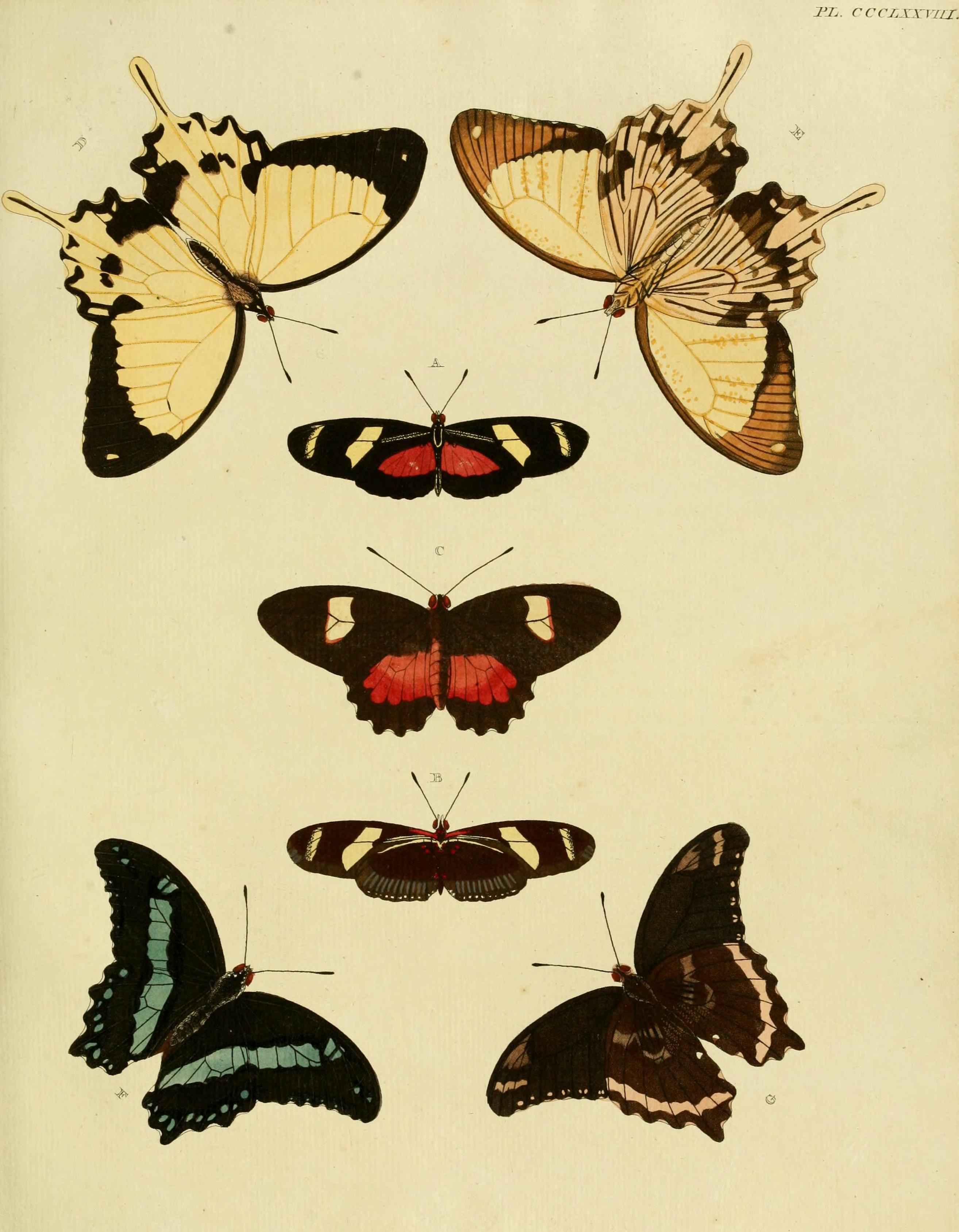
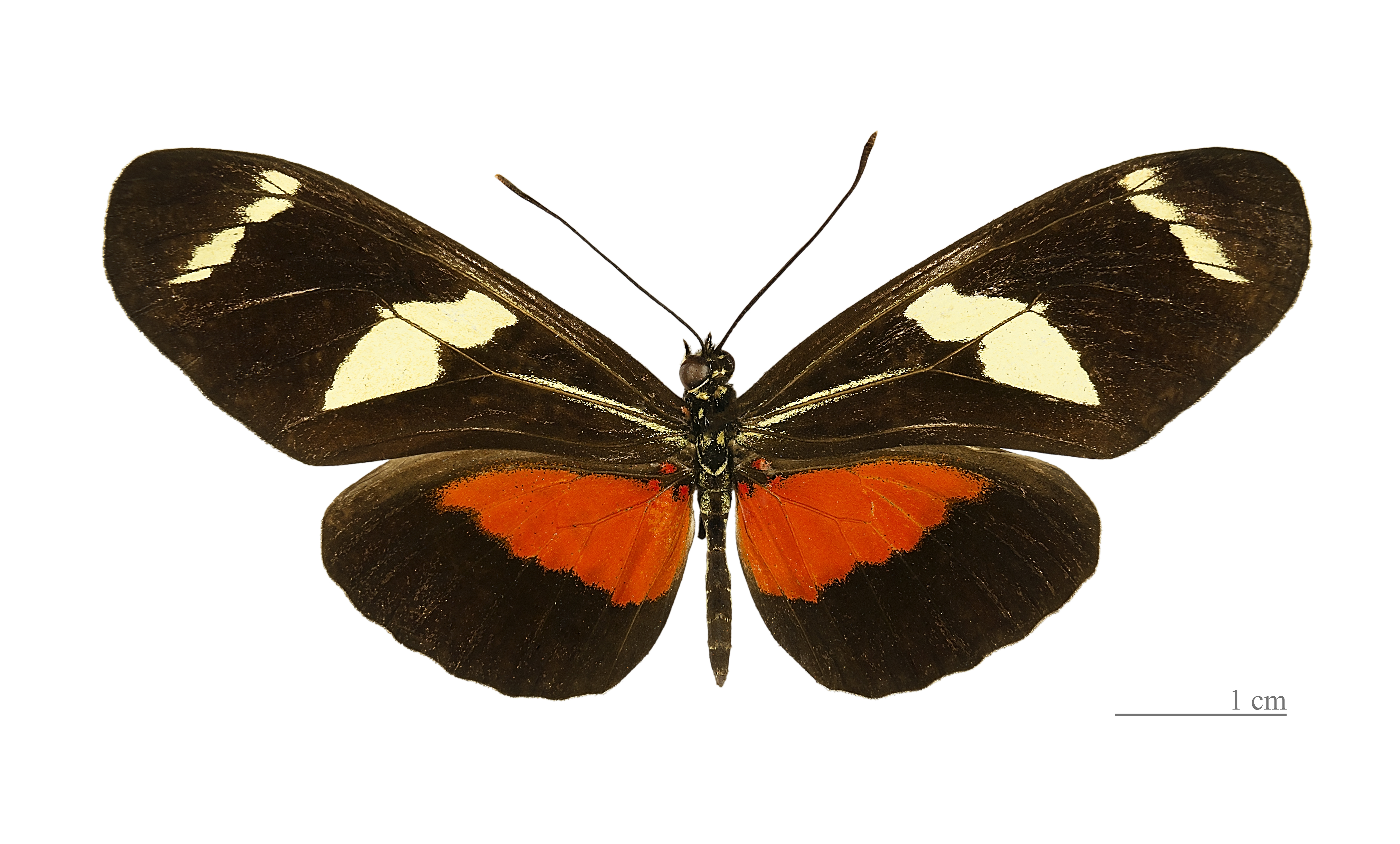
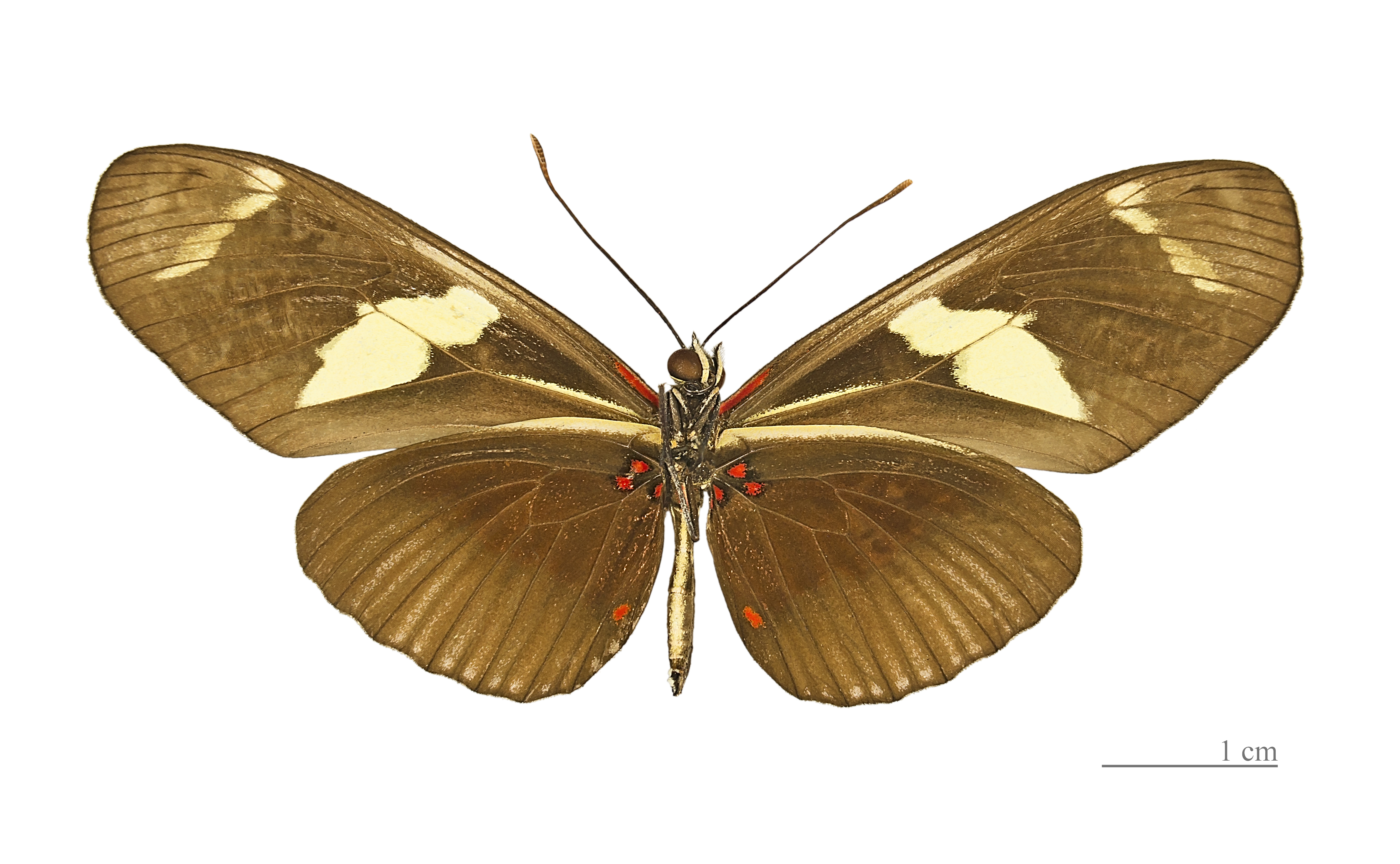
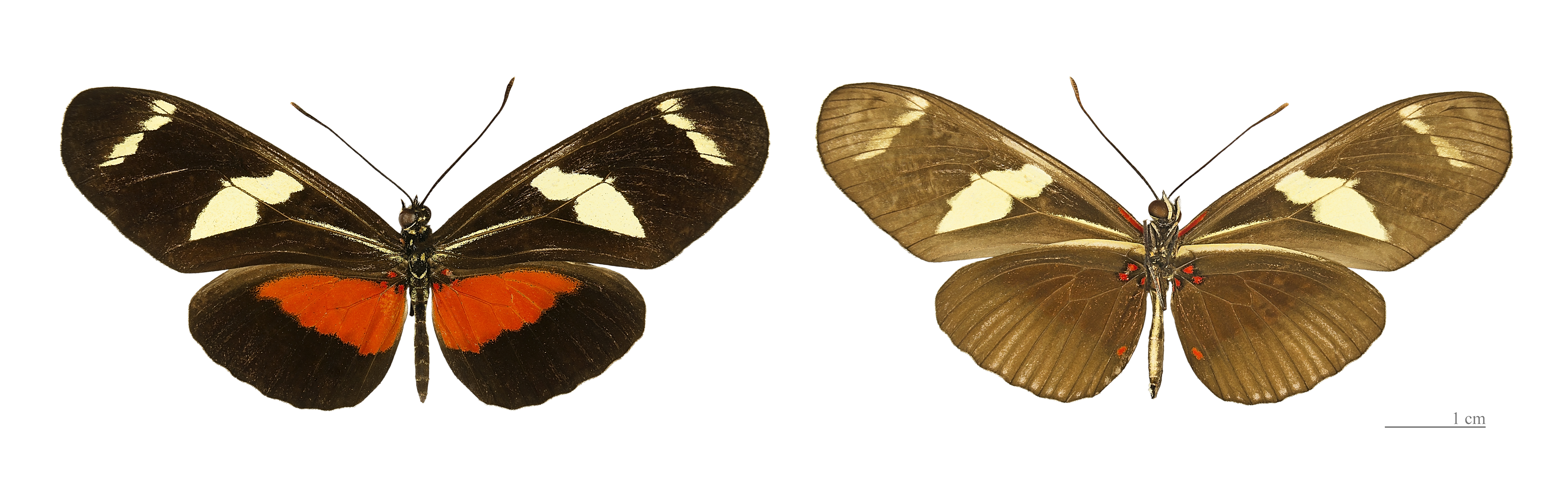